# Orobanche schultzii
Orobanche schultzii ist eine Pflanzenart aus der Gattung der Sommerwurzen (Orobanche) in der Familie der Sommerwurzgewächse (Orobanchaceae).

## Beschreibung
Orobanche schultzii ist eine parasitisch lebende Pflanze, deren Stängel 10 bis 60 cm hoch und 0,4 bis 0,8 cm breit werden. An der Basis sind sie angeschwollen, sie können einfach oder verzweigt sein und sind drüsig behaart. Die in großer Zahl erscheinenden Laubblätter sind 5 bis 10 mm lang und eiförmig bis lanzettlich.
Die Blütenstände sind etwa 7 cm hoch und 3 bis 4 cm breit, im unteren Teil dicht, darüber locker gebaut und drüsenhaarig besetzt. Die Tragblätter sind 8 bis 12 mm lang und lanzettlich, die Vorblätter sind linealisch-lanzettlich und sind etwas kürzer als der Kelch. Die meisten Blüten sind kurz gestielt. Der Kelch ist 8 bis 12 mm lang und mit Kelchzähnen besetzt, die linealisch-lanzettlich sind, eine pfriemförmige Spitze haben und zwei- bis dreimal so lang wie die Kelchröhre sind. Die Krone ist 16 bis 21 mm lang, drüsenhaarig besetzt, aufwärts-abstehend, röhrenförmig bis schmal glockenförmig und fast gerade. An der Basis ist sie weiß gefärbt, an den Spitzen blau bis violett. Die Lappen der Unterlippe sind elliptisch und spitz bis zugespitzt. Die Staubfäden sind unbehaart oder nahezu unbehaart und setzen etwa 4 bis 5 mm oberhalb der Kronenbasis an. Die Staubbeutel sind behaart. Die Narbe ist weiß.
Die Frucht ist eine Kapsel mit einer Länge von 7 bis 8 mm.

## Vorkommen und Standorte
Die Art ist in der Mittelmeerregion verbreitet. Sie parasitiert an einer Vielzahl von krautigen Pflanzen, meistens aber an Doldenblütlern (Apiaceae). Ihr Verbreitungsgebiet umfasst Portugal, Spanien, Italien, Malta, Griechenland, Marokko, Algerien, Tunesien, Libyen, Ägypten, Zypern, die Türkei, Syrien, Libanon, Jordanien und Israel.